# Zola lucinata
Zola lucinata là một loài bướm đêm trong họ Geometridae.